# Comté de Paroo
Le comté de Paroo (en anglais : Shire of Paroo) est une zone d'administration locale située dans l'État du Queensland en Australie, dont le siège est Cunnamulla.

## Géographie
La zone s'étend sur 47 617 km2 dans le sud du Queensland, et est frontalière avec la Nouvelle-Galles du Sud. Elle comprend la ville de Cunnamulla, ainsi que les localités de Barringun, Coongoola, Eulo, Humeburn, Tuen, Wyandra et Yowah.

## Histoire
La division de Paroo est créée le 11 novembre 1879, dont toute la partie occidentale est détachée le 3 juin 1880 pour former la division de Bulloo. Elle devient le comté de Paroo le 31 mars 1903.

## Démographie
| 1933  | 1947  | 1954  | 1961  | 1966  | 1971  | 1976  | 1981  | 1986  |
| ----- | ----- | ----- | ----- | ----- | ----- | ----- | ----- | ----- |
| 3 505 | 3 165 | 4 143 | 4 099 | 3 600 | 3 310 | 3 021 | 2 691 | 2 733 |

| 1991  | 1996  | 2001  | 2006  | 2011  | 2016  | 2021  | - | - |
| ----- | ----- | ----- | ----- | ----- | ----- | ----- | - | - |
| 2 733 | 2 432 | 2 310 | 1 928 | 1 858 | 1 640 | 1 679 | - | - |

## Politique et administration
Le conseil comprend le maire et quatre autres membres, élus pour un mandat de quatre ans. Les dernières élections ont eu lieu le 28 mars 2020.

### Liste des maires
| Période    | Période  | Identité          | Étiquette | Qualité |
| ---------- | -------- | ----------------- | --------- | ------- |
| 2006       | 2008     | Ian Tonkin        |           |         |
| 2008       | 2012     | Jo Sheppard       |           |         |
| 2012       | 2020     | Lindsay Godfrey   |           |         |
| avril 2020 | en cours | Suzette Beresford |           |         |

La zone est rattachée à la circonscription de Maranoa pour les élections fédérales et à celle de Warrego pour les élections à l'Assemblée législative du Queensland.